# Ignaz Preissler
Ignaz Preissler, detto anche Preißler o Preußler (Friedrichswald, 1676 – Kronstadt, 1741), è stato un pittore tedesco specializzato sulla pittura su porcellana e cristallo di Boemia. La sua tecnica preferita era il così detto “Schwarzlotmalerei” ossia la pittura a chiaroscuro ottenuta con gli ossidi di piombo, combinato con l'oro ed il rosso dei sali del ferro. Proveniva da una famiglia di artisti del vetro, originaria dai Monti Metalliferi che poi si spostò nella regione delle vetrerie della Slesia e dei Monti dei Giganti.

## Biografia
Suo padre Daniel Preißler (1636-1733) operò inizialmente nella vetreria fondata da Hans Friedrich come pittore di vetro e porcellana, poi  presso l'atelier personale di vetro e porcellana del principe Franz Karl Liebsteinsky Kolowrat, a Rychnov nad Kněžnou. 
Ignaz Preissler imparò l'arte da suo padre, dopo avere studiato a Norimberga. Dopo gli anni di apprendistato a Journeyman si trasferì nel 1715-1720 a Breslavia, dove operò per altre famiglie nobili. Dal 1729 passò anch'egli al servizio dei principi austro-boemi Kolowrat e lavorò per le loro vetrerie con il padre fino alla sua morte. 

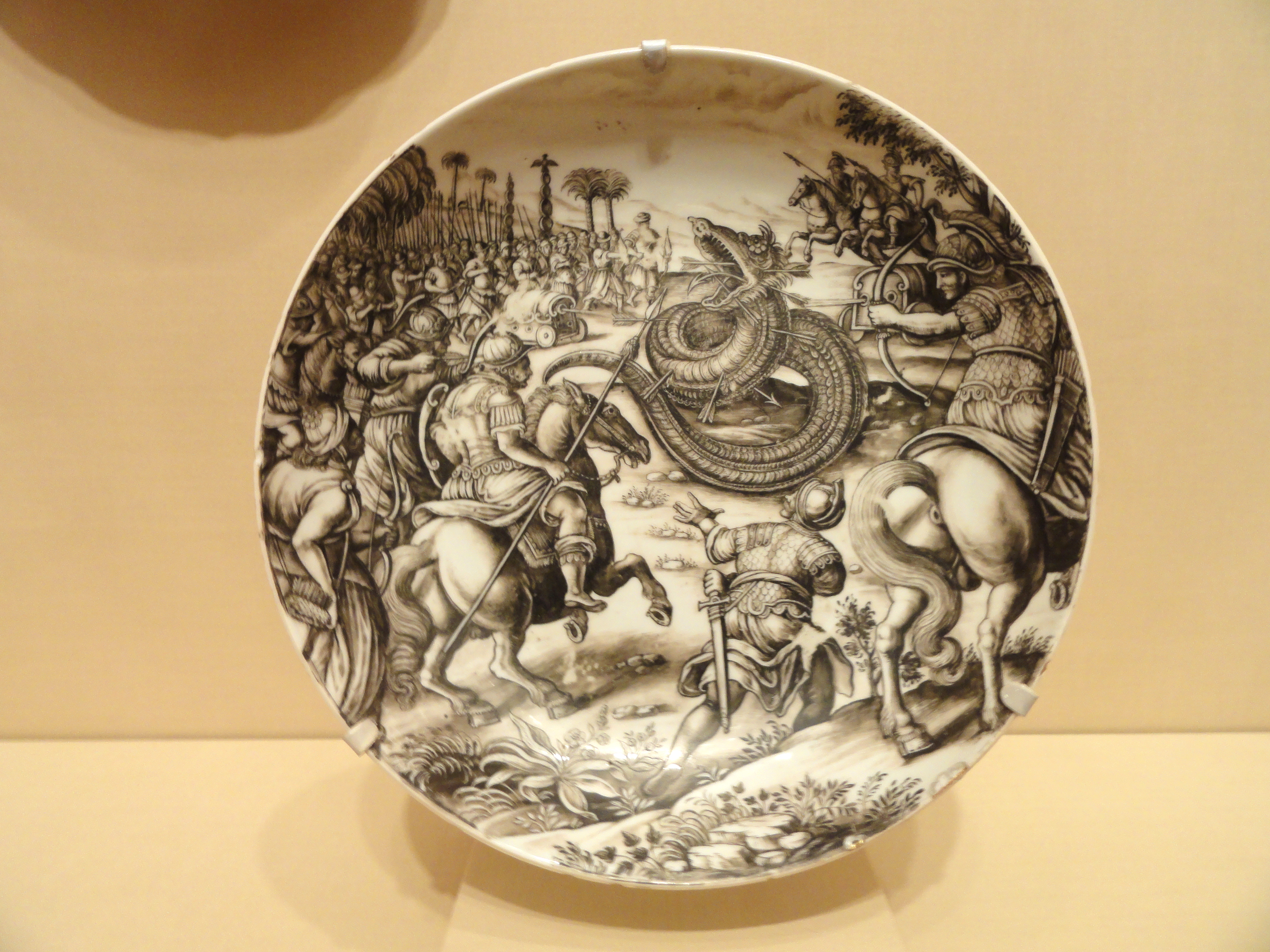
Piatto in porcellana decorato con scene di Attilio Regolo in lotta con il serpente, Ignaz Preissler, c. 1725 - Nelson-Atkins Museum of Art

Dipinse inoltre come Hausmaler su porcellana per la manifattura di  Meissen. Operò inoltre per il principe-elettore di Sassonia e  il principe Augusto il Forte. 
Dipinse su  bicchieri, bottiglie, vasi, brocche e vasellame con delicati disegni a ornamenti floreali, foglie e riccioli barocchi.  Anche i soggetti allegorici erano comuni. Dipinse anche cineserie, di moda in Europa nella  prima metà del XVIII secolo. Realizzò per la nobiltà circa 200 opere, in parte firmate, nell'arco della sua attività. 
Opere di Preissler si trovano in vari grandi musei come il Museo del Vetro di Passavia, il Jean Paul Getty Museum di Los Angeles, il Birmingham Museum & Art Gallery, il Cleveland Museum of Art ed il Museo Nazionale a Kielce. Sono conservati anche rari esemplari presso collezioni private. Alcuni pezzi della collezione privata di Rudolf von Strasser furono donati nel 2002 al Kunsthistorisches Museum di Vienna. Solo molto di rado compaiono pezzi di Preissler presso prestigiose aste internazionali e grandi antiquari.